# Кудайколь
Куйдако́ль (каз. Құдайкөл) — село у складі Екібастузької міської адміністрації Павлодарської області Казахстану. Входить до складу Залізничного сільського округу.
Населення — 387 осіб (2021; 481 у 2009, 607 у 1999, 994 у 1989).
Національний склад станом на 1989 рік:
- казахи — 62 %